# Sonata per a violí núm. 3 (Enescu)
La Sonata núm. 3 en la menor "dans le caractère populaire roumain" (en estil folk romanès) per a violí i piano, op. 25, és una composició de música de cambra escrita el 1926 pel compositor romanès George Enescu. La partitura, publicada l'any 1933, està dedicada a la memòria del violinista Franz Kneisel. És una de les obres més populars i alhora més respectades per la crítica del compositor.

## Història
La Tercera Sonata per a violí va ser escrita en aproximadament quatre mesos el 1926, en un període en què Enescu també estava immers en les fases finals del treball en la seva òpera. Œdipe. La sonata va ser interpretada per primera vegada a Oradea, el gener de 1927 pel compositor i el pianista Nicolae Caravia, que la va repetir poc després a Bucarest. Enescu i Caravia també van fer l'estrena a París el març de 1927, a la Salle Gaveau. Una actuació primerenca especialment notable va tenir lloc a París el juny de 1930, quan el compositor estava associat amb Alfred Cortot. L'alumne d'Enescu Yehudi Menuhin la va gravar l'any 1936 amb la seva germana Hephzibah Menuhin al piano, i el mateix compositor va gravar l'obra dues vegades com a violinista, el 1943 amb Dinu Lipatti i uns anys més tard amb Céliny Chaillez-Richez. Un concert va tenir lloc el maig de 1946, amb Yehudi Menuhin interpretant la part de violí, acompanyat al piano pel mateix compositor.
La sonata va provocar entusiasme immediatament en el moment de la seva estrena, i des d'aleshores ha estat la composició d'Enescu que ha rebut més atenció en la literatura musicològica i crítica, amb la possible excepció de la seva òpera Œdipe. També s'ha convertit en la més popular de les obres d'Enescu després de les dues Rapsòdies romaneses.

## Anàlisi
Sense citar mai cançons populars reals, el material posseeix l'autenticitat d'una mena de "super folklore". El violí es fonamenta en el paper d'un violí gitano, i l'escriptura per al piano imita el cimbalom i la kobza.
La sonata es divideix en tres moviments:
1. Moderato malinconico
2. Andante sostenuto e misterioso
3. Allegro con brio, ma non troppo mosso

El primer moviment és en forma sonata-allegro, començant amb un primer grup temàtic suau i nostàlgic presentat en línies contínues i flexibles al piano i amb més vacil·lació al violí. Quan aquest material torni a la recapitulació es transformarà en una mena de "horă bătrînească" (ball dels vells). El segon grup temàtic aporta una atmosfera contrastada de sobrietat i una intensificada diferenciació del color, una característica que tornarà a desenvolupar-se en el segon moviment. El desenvolupament es limita gairebé íntegrament al material del primer grup temàtic, però després de la recapitulació hi ha una coda ampliada que reuneix fragments d'ambdós grups. La transformació del material de l'estil líric i de cançó de l'⁣exposició i desenvolupament als ritmes de ball persistents de la recapitulació atorga al moviment la impressió general d'una rapsòdia en dues parts en el patró tradicional lassú-friss.
El segon moviment es pot descriure com una forma de cançó en tres parts: una llarga secció inicial plena d'introspecció i facetes poètiques, on el violí toca gairebé íntegrament en harmònics, seguida d'una secció central contrastada en estil folk, i un retorn del material d'obertura amb una coda final i suau.
El finale és en forma de rondó amb una tornada la melodia del qual recorda una dansa d'ós del nord de Moldàvia. Malgrat la forma seccionada, el material temàtic està sotmès a una variació contínua, un procés que es fa especialment clar a la secció C, que s'estructura com un tema en miniatura i variacions. Aquest procediment dóna com a resultat un efecte descrit com a "estil rapsòdic" d'Enescu.

## Discografia
- George Enescu: Sonata No. 3 for Violin and Piano in A minor, Op. 25. Yehudi Menuhin, violin; Hephzibah Menuhin, piano. Recorded 6 January 1936. A Victor Musical Masterpiece. 78 rpm recording, 3 sound discs: analog, 78 rpm, monaural, 12 in. Victor DM 318 (set: automatic sequence); Victor 16892; 16893; 16894; Victor AM 318 (set: automatic sequence). Camden, N.J.: Victor, 1940. Reissued together with other material. CD recording, 1 sound disc: digital, monaural, 4¾ in. EMI Classics 7243 5 65962 2. EMI Références series. [London]: EMI Classics, 1996.
- George Enescu: Sonata No. 3 for Violin and Piano in A Minor, Op. 25 (în caracter populare românesc); Pièce de concert for Viola and Piano. George Enescu, violin; Dinu Lipatti, piano (1st work); Alexandru Radulescu, viola; George Enescu, piano (2nd work). LP recording, 1 sound disc: analog, 33⅓ rpm, monaural, 10 in. Electrecord ECD 95. [Romania]: Electrecord, 1950s.
- George Enescu: Sonata No. 3 in A minor for Violin and Piano, Op. 25 ("in the popular Roumanian style"). Leoš Janáček: Sonata for Violin and Piano. Rafael Druian, violin; John Simms, piano. LP recording, 1 sound disc: 33⅓ rpm, monaural, 12 in. Mercury MG 80001. [n.p.]: Mercury Records, 1956.
- George Enescu: Sonata No. 3 in A minor for violin and piano, Op. 25; Darius Milhaud: Sonata No. 2 for Violin and Piano, Op. 40. Diane Andersen, violin; André Gertler, piano. LP recording, 1 disc: analogue, 33⅓ rpm, stereo, 12 in. Supraphon 50483, Czechoslovakia: Supraphon, 1962.
- George Enuscu: Sonata No. 3 in A Minor for Violin and Piano, Op. 26 (dans le style populaire roumaine). Christian Ferras, violin; Pierre Barbizet, piano. LP recording, 1 sound disc: analog, 33⅓ rpm, stereo, 12 in. Odeon S 80749. [n.p.]: Odeon, 1960s.
- West Meets East. Ravi Shankar: Prabhati, Raga puriya kalyan, Swara-kakali; George Enescu: Sonata No. 3 in A minor for Violin and Piano, Op. 25. Yehudi Menuhin, violin (1st, 3rd, and 4th works); Ravi Shankar, sitar (2nd and 3rd works); Alla Rakha, tabla (1st work); Hephzibah Menuhin, piano (4th work). LP recording, 1 sound disc: analogue, stereo, 33⅓ rpm, 12 in. Angel S 36418. London: Angel, 1967.
- George Enescu: Sonata No. 3 in A minor for Violin and Piano, Op. 25; Antonín Dvořák: Romantické kusy, Op. 75; Robert Schumann: Intermezzo and Allegro (second and third movements of the F.A.E. Sonata); Johannes Brahms: Sonatensatz (Scherzo of the F.A.E. Sonata). Isaac Stern, violin; Alexander Zakin, piano. LP recording, 1 sound disc: analog, 33⅓ rpm, stereo, 12 in. CBS Masterworks M 39114. New York: CBS Masterworks, 1983.
- George Enescu: Violin Sonata No. 2, Op. 6; Violin Sonata "Torso"; Violin Sonata No. 3, Op. 25. Adelina Oprean, violin; Justin Oprean, piano. CD recording, 1 disc: digital, stereo, 4¾ in. Hyperion CDA66484. London: Hyperion Records Ltd, 1992.